# Neohylomys hainanensis
Neohylomys hainanensis (хайнаньський гімнур) — вид ссавців родини їжакових.
Вид є ендеміком Китаю, де проживає тільки на о. Хайнань.

## Морфологія
Морфометрія. Довжина голови й тіла: 120—147 мм, довжина хвоста: 36—43 мм, вага 50—69 гр.
Опис. Спина рудо-коричнева з сірим і є довга чорна смуга по центру спини. Боки оливково-жовті, низ блідо-сірий чи жовтувато-білий. Вуха, стопи, хвіст на вигляд голі, маючи дуже рідке волосся. Від Hylomys вид відрізняється більшими розмірами, відносно довших хвостом і виразнішою смугою по середині спини. На відміну від Hylomys, який має по 4 передкутні зуби з кожного боку, Neohylomys має тільки три.

## Спосіб життя
Полюбляє тропічні дощові ліси і субтропічні вічнозелені дощові ліси.

## Загрози та охорона
Його місця проживання — вічнозелені ліси знаходиться під загрозою вирубання для деревину і розширення сільськогосподарських площ. Цей вид зустрічається в заповіднику Джянфенглфнг.